# Château de Bucheneck
Le château de Bucheneck est un monument historique situé à Soultz-Haut-Rhin, dans le département français du Haut-Rhin.

## Localisation
Ce bâtiment est situé aux 23-29, rue Kageneck et place Bucheneck à Soultz-Haut-Rhin.

## Historique
L'édifice fait l'objet d'une inscription sur l'inventaire supplémentaire des monuments historiques par arrêté du 6 décembre 1984.
Le château soultzien existait déjà au XIIe siècle. Il a appartenu à plusieurs familles nobles, ainsi qu'à l’évêque de Strasbourg, puis a été la résidence du bailli. Vendu comme bien national à la Révolution, il a ensuite changé de mains à diverses reprises avant d'être racheté, dans un état très délabré, par la ville de Soultz en 1977.
Sous l'impulsion de Louis Wiederkehr, qui dirigera sa restauration et en deviendra le conservateur, le Bucheneck deviendra le musée historique municipal, ouvert au public en septembre 1990.
Le musée présente notamment une section archéologique, une maquette de la ville, des salles consacrées à l'Ordre de Malte, à la communauté juive de Soultz, à la famille de Heeckeren-d'Anthès, à l'illustrateur Robert Beltz, etc.

## Architecture

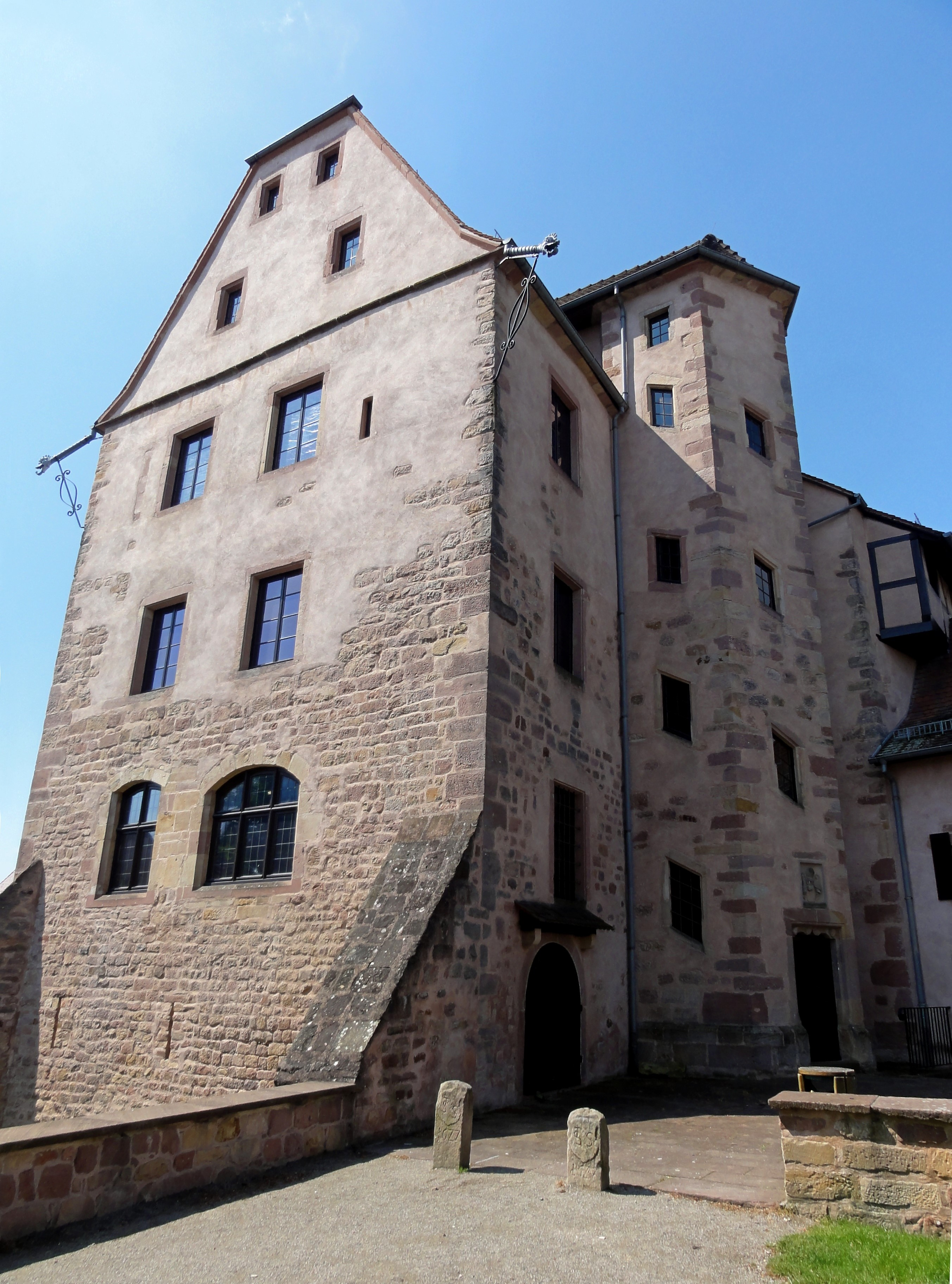
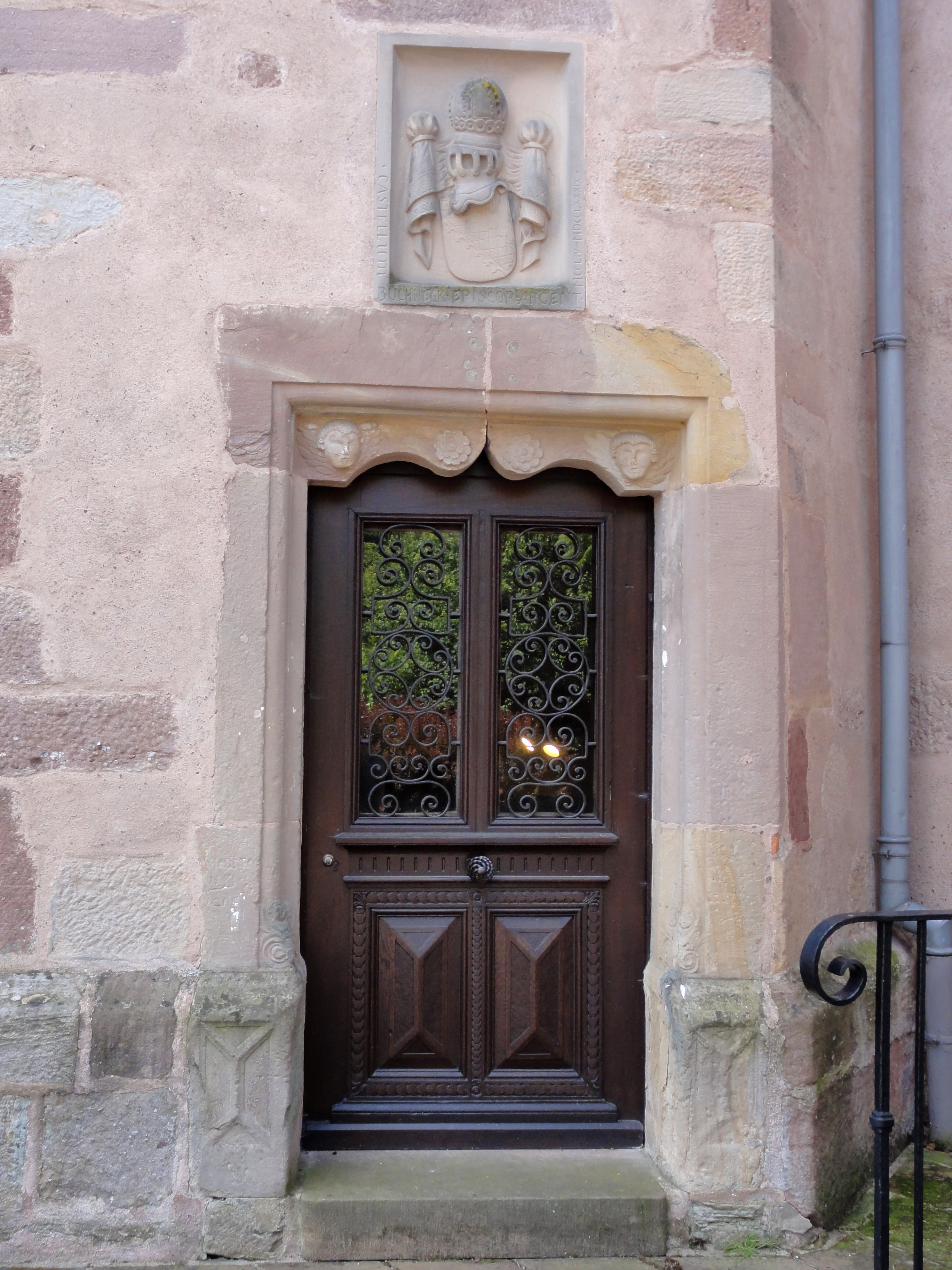
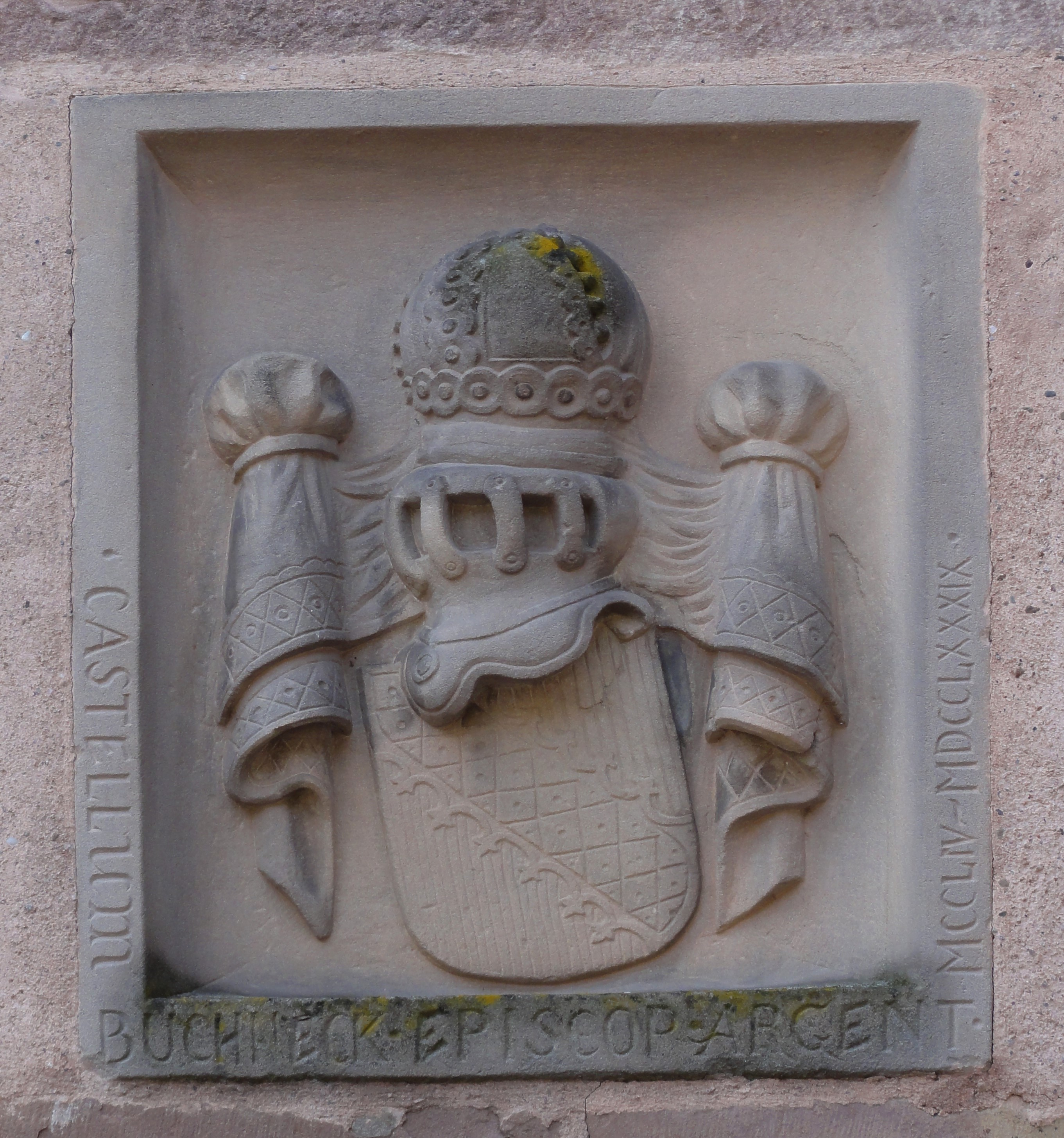
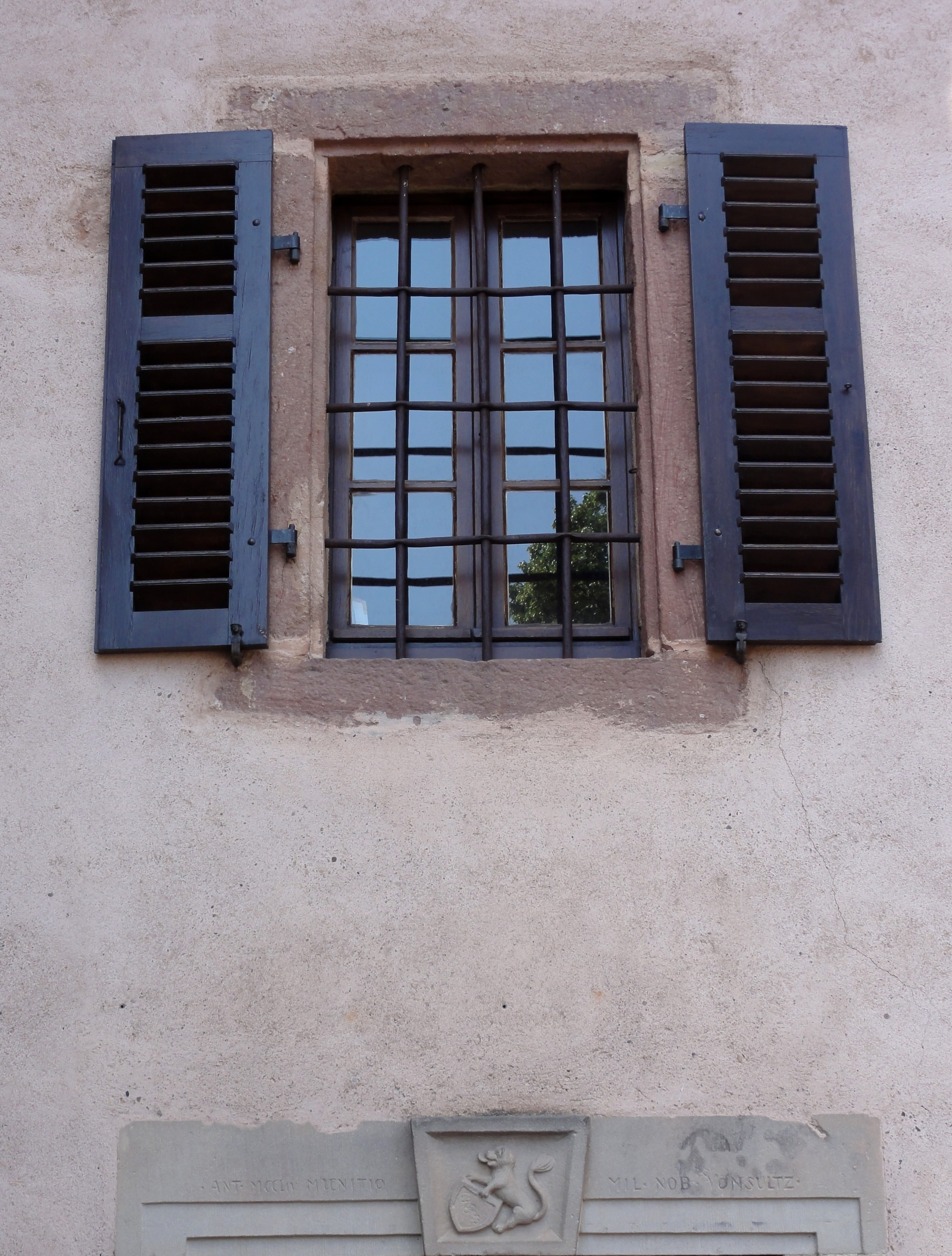
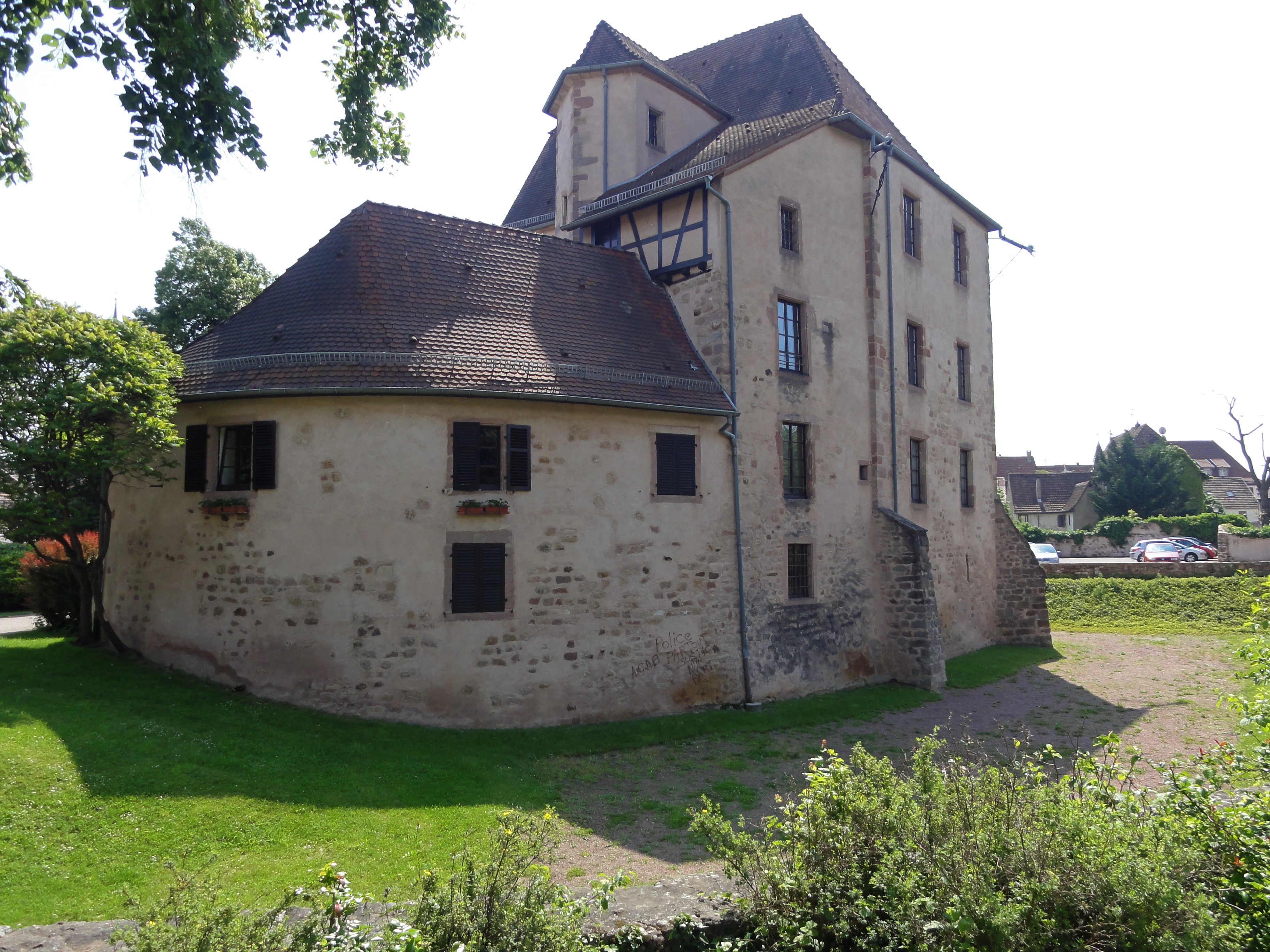
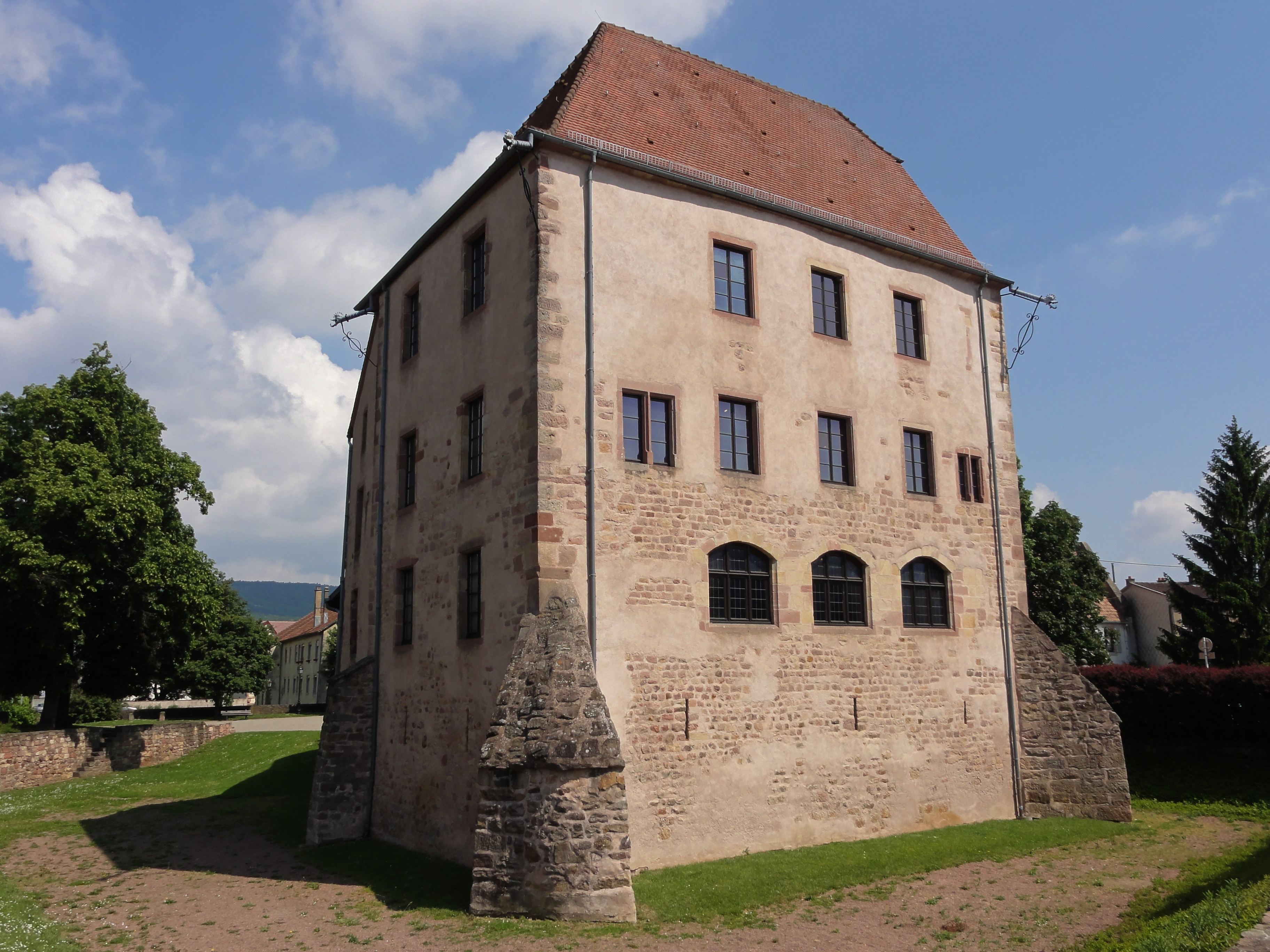